# Anne de Rohan-Guéméné
Pour les articles homonymes, voir Anne de Rohan.
Anne de Rohan (20 avril 1606, château de Mortiercrolles à Saint-Quentin-les-Anges - 13 mars 1685), princesse de Guéméné, est la fille de Pierre de Rohan et de Madeleine de Rieux.

## Biographie
Elle n'avait que cinq mois quand sa mère en mourant, la destina à son cousin germain, fils d'Hercule de Rohan, Louis de Rohan, comte de Rochefort puis duc de Montbazon — dit « Monsieur de Guéméné » . Elle lui fut fiancée à douze ans, en 1617 puis l'épousa au début de 1619 et en aura deux fils : 
- Charles, né en juillet 1633, duc de Montbazon, mort fou en Belgique en 1699 ;
- Louis, dit le chevalier de Rohan, né en 1635 et qui sera élevé avec Louis XIV [1],[2].

Elle entre plus tard à la cour du roi Louis XIII, où, en compagnie de sa cousine et belle-sœur la duchesse de Chevreuse, elle mène une vie de galanterie et d'intrigues. Anne passa sa jeunesse dans des liaisons et des aventures galantes et, poussant ses soupirants à un héroïsme déraisonnable, leur porta malheur à tous : François de Montmorency-Bouteville et François-Auguste de Thou, ayant tous deux eu cet honneur, moururent sur l'échafaud, respectivement pour duel (à nouveau interdit sous peine de mort par Louis XIII de France, sur proposition du cardinal de Richelieu) et pour avoir participé à la conspiration de Cinq-Mars ; le comte de Soissons, prince du sang, se tua accidentellement lors d'une bataille contre une armée envoyée par le roi contre lequel il avait comploté à maintes reprises.
La princesse vieillissante voulut se convertir. En 1640, séduite par l'austérité du jansénisme, elle rejoint l'abbaye de Port-Royal. L'abbé de Saint-Cyran écrivit pour elle un Règlement de Vie, et Antoine Arnauld le livre de la Fréquente Communion. Mais la Fronde rejeta la néophyte dans les intrigues.
Veuve en 1667, elle hérite à part entière de Sainte-Maure, de La Haye et de Nouâtre.
En 1674, Louis, son fils puîné, est mêlé de très près à un complot qui vise rien de moins que l'instauration d'une République et la livraison aux Hollandais du port de Quillebeuf. Malgré les souvenirs d'enfance qui les lient, Louis XIV le fait condamner à mort et il est décapité à Paris le 27 novembre 1674,.
Anne, par un nouveau testament daté du 20 janvier 1678, « veillant à la conservation de l'état d'une aussi grande maison », ne laisse au dissipateur Charles qu'une rente insaisissable de 6 000 livres et légua la propriété de tous ses biens à ses petits-enfants.
La princesse de Rohan se retire alors du monde et survit au manoir de la Cense, près de Rochefort (en Yvelines) où elle meurt le 13 mars 1685,,.